# Blohm & Voss BV 138
Blohm & Voss Bv 138 byl třímotorový německý jednoplošný hlídkový létající člun s velkým doletem. Charakteristickým znakem letounu bylo použití křídla s lomeným vzepětím ve tvaru písmena M. V místech lomení byly umístěny vnější motory. Třetí motor byl instalován mezi křídly na speciálním nosníku na hřbetě trupu.

## Vývoj

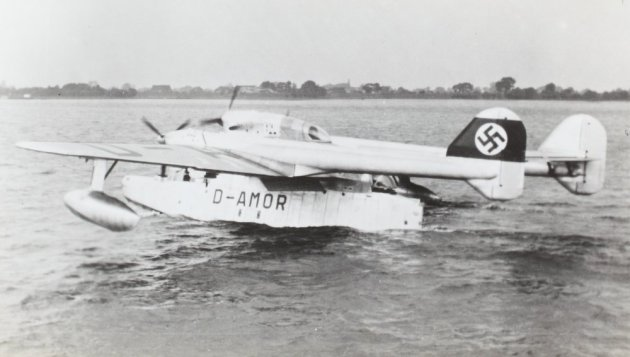
Prototyp Ha 138

První prototyp BV 138 V1 (Werk-Nr.114, D-ARAK) vzlétl 15. července 1937 z dolního Labe, za řízení stroje usedl Flugkapitän Helmut W. Rodig. Následně byl první vyrobený exemplář odeslán k dalším zkouškám do Erprobungsstelle v Travemünde.
Lomené křídlo u prvního prototypu však bylo zdrojem neustálých problémů, proto bylo již od druhého prototypu BV 138 V2 (Werk-Nr.113, D-AMOR) nahrazeno novým rovným. S takto upraveným druhým letounem provedl pilot Rodig první let 23. července 1937. Ani použití nového křídla však nedokázalo eliminovat všechny vady prvního prototypu. I přes tyto problémy byl BV 138 V2 podle výsledků porovnávacích zkoušek vyhlášených 15. října 1937 lepší, než konkurenční Dornier Do 24.
Výsledkem příkazu RLM k překonstruování ocasních nosníků a svislé ocasní plochy byl BV 138 A-01 (Werk-Nr.148, D-ADJE), který byl Rodigem zalétán 11. července 1939. Nový letoun byl o 3 m delší, ocasní nosníky měly změněný průřez a zvětšila se rovněž plocha dvojice svislých ocasních ploch.
Výsledky testů byly natolik uspokojivé, že na jejich základě byly bez konstrukčních změn postaveny stroje nulté série BV 138 A-02 (Werk-Nr.149, D-ARZT), který svůj premiérový let absolvoval v srpnu 1939, A-03 (Werk-Nr.150, D-AFFE) zalétaný v září 1939, A-04 (Werk-Nr.151, TB+PR), B-01 (Werk-Nr.152, BI+AT) a B-02 (Werk-Nr.153, TB+PS).
První tři kusy výrobní série BV 138 A-1 opustily závody Blohm & Voss ve čtvrti Hamburk-Finkenwerder v dubnu 1940 a poslední tři ze série 25 kusů v srpnu. Stroje byly poháněny vznětovými motory Junkers Jumo 205 C-4, v přední střelecké věži LB 204 byl instalován kanón MG 204 ráže 20 mm. Dva letouny BV 138 B-0 s identickým křídlem jako A-0 měly instalovány pohonné jednotky Junkers Jumo 205 D o vzletovém výkonu 647 kW. Další sérii pak představovala varianta BV 138 B-1, která byla produkována od září 1940 do března 1941 v počtu 20 kusů.
Souběžně s probíhající výrobou verze B-1 byla zahájena stavba letounů BV 138 C-1. Prvních sedm kusů opustilo výrobní haly v březnu 1941. Měly zesílenou konstrukci, přídavné vstupy vzduchu na horních částech motorových krytů a kulomet MG 131 ráže 13 mm v horním střelišti namísto MG 17 ráže 7,9 mm. Celkem bylo vyrobeno 211 letounů C-1 včetně licenční výroby v závodech Wesser Flugzeugbau.
17. listopadu 1942 poprvé vzlétl upravený BV 138 C-1 (CB+UA) v zamýšlené verzi MS (hledač min). Letoun byl vybaven prstencem o průměru 14 m a zdrojem elektrického proudu. Celá instalace fungovala jako elektromagnet, který přiváděl magnetické miny k detonaci. 11. prosince byly další práce zastaveny pro nevhodnost BV 138 jako Minensucher.

## Bojové užití

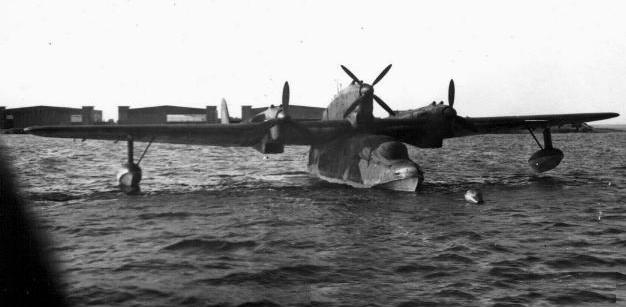
Blohm & Voss BV 138 C-1 jednotky 3.(F)/SAGr. 125, Rumunsko, 1943

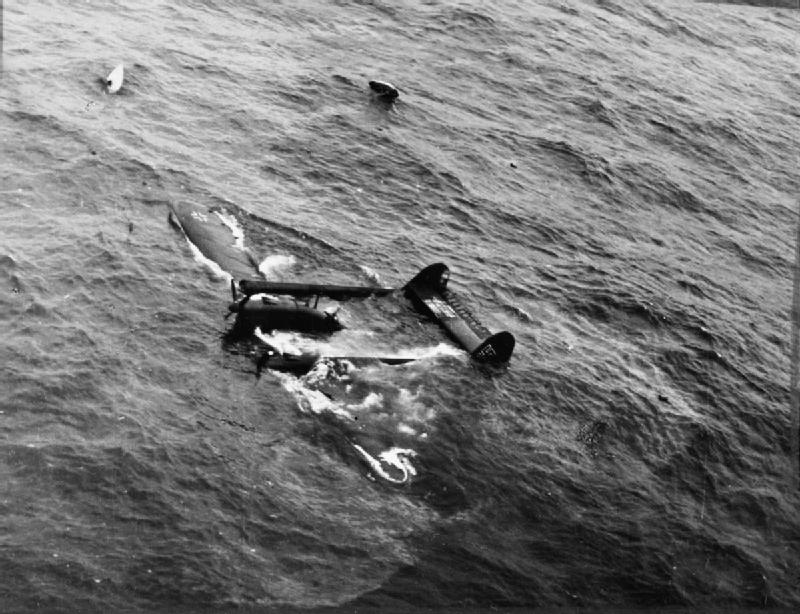
BV 138 sestřelený 28. července 1943 letounem Bristol Beaufighter 404. perutě

Stroje BV 138 A-01, A-02 a A-03 byly přiděleny k jednotce KGr.z.b.V. 108 spadající pod X. Fliegerkorps, kde sloužily jako transportní na trase Norderney-Bergen-Narvik. Vlastním protiletadlovým dělostřelcům zcela neznámé letouny ostřeloval německý flak během přistání v Bergenu. Poškození A-01 a A-02 nebylo velké, proto se létající čluny vlastními silami navrátily do Travemünde. Značně poškozený A-03 byl do Erprobungsstelle dopraven lodí.
První jednotkou Luftwaffe se stala s desítkou BV 138 A-1 1./Kü.FlGr. 506 dislokovaná v Hörnumu. Od října 1940 operovala v oblasti Biskajského zálivu. Koncem tohoto roku se k ní připojila i 2./Kü.Fl.Gr. 906, vybavená rovněž stroji BV 138 A-1.
V březnu 1941 byla ustavena Kü.Fl.Erg. Staffel 138, ve které se školily příští posádky BV 138. V létě 1941 byla 2./Kü Fl.Gr. 406 přezbrojena na BV 138 B-1 a zahájila hlídkové lety ze základen Stavanger a Tromsø s úkolem vyhledávat lodní konvoje. Společně s 2./Kü.Fl.Gr. 906 byly obě operční jednotky v druhé polovině roku 1941 přesunuty k Baltskému moři.
Do konce roku 1941 byly letouny BV 138 zcela nebo částečně vybaveny jednotky 3./Kü.Fl.Gr. 906, 1.(F) a 2.(F)/SAGr. 130, 1.(F) a 2.(F)/SAGr. 131. Na stroje BV 138 C-1 byla koncem roku 1941 přezbrojena také 3.(F)/SAGr. 125, která s dvaceti stroji působila v Konstanci v Rumunsku, odkud prováděla hlídkové lety nad Černým mořem.
Hlavní oblastí působení BV 138 byl Atlantik a Severní ledový oceán, kde tyto letouny pátraly především po konvojích do Murmanska. V létě 1943 vytvořily dvě německé ponorky na sovětském ostrově Nová země zásobovací základnu, odkud BV 138 operovaly po dobu tří týdnů. Během této doby uskutečnily osm hlídkových letů až do oblasti poloostrova Jamal.
V květnu 1943 byla 2./Kü.Fl.Gr. 406 umístěna v Biscarosse, kde létala se sedmi BV 138, spadající pod letecké velitelství Atlantik. V důsledku útoků stíhacích bombardérů Royal Air Force klesl stav letky na dva stroje BV 138 a dva BV 222. V říjnu byla letka přeznačena na 1.(F)/SAGr. 129 a doplněna trojicí BV 222 a několika BV 138 C-1. Nad Atlantikem pak operovala do druhé poloviny roku 1944.
Na jaře 1943 zahájila v oblasti Středozemního moře operační činnost See-Aufklarungsgruppe 126, jejíž 3. Staffel byla vyzbrojena létajícími čluny BV 138 C-1. Skupina se základnou na ostrově Kréta a spadala pod velitelství Luftwaffe jihovýchod. Ke konci své činnosti byla umístěna na středním a severním úseku východní fronty v rámci Luftflotte 6.
Na dálném severu byly dále umístěny jednotky 1. 2. a 3.(F)SAGr. 130 s celkem 19 kusy BV 138 a 2.(F)/SAGr. 131 se smíšenou výzbrojí BV 138 a hydroplány Arado Ar 196. BV 138 C-1 1.(F)/SAGr. 131 byly umístěny v květnu 1944 v bulharské Varně.

## Specifikace

### Technické údaje
- Osádka: 6
- Rozpětí: 26,95 m
- Délka: 19,85 m
- Výška: 5,90 m
- Nosná plocha: 112,0 m²
- Hmotnost prázdného stroje: 8100 kg
- Vzletová hmotnost: 14700 kg
- Pohonná jednotka: 3 × šestiválcový vznětový motor Junkers Jumo 205D
  - Výkon motoru: 800 koní

### Výkony
- Maximální rychlost: 285 km/h
- Dostup: 5000 m
- Dolet: až 5000 km

### Výzbroj
- 2 × pohyblivý kanón MG 151/20 ráže 20 mm
- 1 × pohyblivý kulomet MG 15 ráže 7,92 mm
- 3 × 50kg puma